# Mishka Lavigne
Mishka Lavigne est une dramaturge, traductrice littéraire et scénariste canadienne née à Ottawa et active principalement en Outaouais. Elle est deux fois lauréate du Prix littéraire du Gouverneur général dans la catégorie théâtre (2019 et 2021) et a été finaliste au Prix Siminovitch en écriture dramatique en 2023. Ses œuvres sont jouées tant au Canada qu’à l’international, traduites en plusieurs langues et saluées pour leur finesse poétique et leur ancrage dans une dramaturgie contemporaine multilingue.

## Biographie
Mishka Lavigne détient un baccalauréat en théâtre (interprétation et scénographie) et une maîtrise en lettres françaises (création dramaturgique) de l’Université d'Ottawa. Sa thèse portait sur l’adaptation théâtrale du roman Les Enfantômes de Réjean Ducharme. Elle a aussi complété plusieurs formations spécialisées, notamment au Centre des auteurs dramatiques (CEAD), au Banff Centre for Arts and Creativity et à l’international (Dramaturgies en dialogue, Paris, Montréal).
Elle est autrice associée au Théâtre Rouge Écarlate (Ottawa) depuis 2022, directrice de la collection Fugues/Théâtre aux Éditions l’Interligne depuis 2025, et ancienne membre du conseil d’administration du CEAD (2017–2023).

## Œuvres majeures
Lavigne s’est fait connaître avec sa pièce Cinéma (2015),, qui a remporté plusieurs prix, avant de s’imposer avec Havre (2018), Albumen (2019), Copeaux (2020) et Shorelines (2023). Ces pièces, parfois écrites en français, parfois en anglais, abordent des thèmes comme l’exil, la mémoire, l’écologie, l’identité, et la perte. Elles ont été produites notamment à Ottawa, Montréal, Saskatoon, Genève, et Sydney, et traduites en allemand, espagnol, anglais, roumain et français (France et Québec).
- Havre : Créée en 2018 à La Troupe du Jour à Saskatoon[16], cette pièce a remporté le Prix littéraire du Gouverneur général en 2019[17].
- Copeaux[18] : Présentée en mars 2020 par le Théâtre de Dehors à Ottawa[19], cette œuvre a été récompensée par le Prix littéraire du Gouverneur général[20] en 2021 et le Prix littéraire Jacques-Poirier la même année[21].
- Albumen : Sa première pièce en anglais, produite par TACTICS en 2019 à Ottawa, a reçu le Prix Rideau de la meilleure nouvelle création en 2019 et le Prix QWF Playwriting en 2020[22].
- Murs : Initialement produite sous forme de balado par Transistor Médias, Créations In Vivo[23] et le Théâtre populaire d’Acadie, cette pièce a été acclamée en France et a été adaptée pour la scène en 2023[24].
- Shorelines : Mise en scène par TACTICS en 2023[25], cette pièce en anglais a été finaliste au Prix littéraire du Gouverneur général en 2024[26].

## Traductions
Mishka Lavigne est également une traductrice reconnue, avec une trentaine de traductions à son actif, allant de la poésie (Billy-Ray Belcourt, Chelsea Vowel) au théâtre contemporain (Lorena Gale, Karen Hines, Dominique Morisseau). Elle traduit dans les deux langues officielles et œuvre pour faire circuler les voix autochtones, féministes et marginales à travers la scène canadienne et internationale.

## Distinctions (sélection)
- Finaliste, Carol Bolt Award (2024) – Shorelines[28]
- Finaliste, Prix du CALQ – Artiste de l’année en Outaouais (2024)[29]
- Finaliste pour le Prix Michel-Tremblay 2024[30].
- Finaliste du Prix Siminovitch en 2023[31].
- Prix littéraire du Gouverneur général pour Havre en 2019[32].
- Prix littéraire du Gouverneur général pour Copeaux en 2021[33].
- Prix littéraire Jacques-Poirier pour Copeaux en 2021[34],[35].
- Prix Rideau de la meilleure nouvelle création pour Albumen en 2019[36].
- Prix Quebec Writers' Federation Playwriting pour Albumen en 2020[37].